# Последнее касание
Последнее прикосновение (англ. The Finishing Touch) — американский триллер 1992 года.

## Сюжет
Население Лос-Анджелеса в очередной раз страдает от нападений маньяка, который убивает только очень красивых женщин. И свои преступления он снимает на киноплёнку. Детектив Сэм Стоун расследует убийства, а его бывшая жена — также полицейский, работающий под прикрытием, чтобы найти убийцу. Сэм выходит на след маньяка. А на след бывшей жены детектива выходит маньяк.

## Персонажи
- Майкл Нэйдер — Сэм Стоун
- Шелли Хэк — Ханна
- Арнольд Вослу — Микаэль Гант
- Арт Эванс — лейтенант Морман
- Кларк Джонсон — детектив Гиллиам
- Тед Рэйми — детектив Арнольд
- Джон Мариано — Ник Сорвино
- Говард Шенгроу — Марти
- Андре Рози Браун — Джейс
- Нэнси Янгблат — Данліві
- Сьюзан Хеліс — Серин Фокс
- Элис Ло — переводчик
- Талун Сю — китайский мальчик
- Джо Гарсиа — коронер
- Делия Голдсон — модель Сорвино
- Брайан Джей — Арт-дилер
- Дэнни Вонг — японец
- Джоанна Вансіо — проститутка
- Стейси Белл — Лана Вендросс
- Бет Виндсор — сожительница Ланы